# Ginele
Ginele (biał. Гінэлі; ros. Гинели) – wieś na Białorusi, w obwodzie grodzieńskim, w rejonie werenowskim, w sielsowiecie Dociszki, przy granicy z Litwą.
W XIX w. zaścianek i folwark. W dwudziestoleciu międzywojennym wieś i folwark lezące w Polsce, w województwie nowogródzkim, w powiecie lidzkim, do 19 maja 1930 w gminie Koniawa, następnie w gminie Raduń.
Podczas II wojny światowej w Ginelach mieściła się placówka Armii Krajowej. Jej komendant Michał Wilkiewicz został aresztowany przez sowietów w drugiej połowie stycznia 1945.